# Australothis caesia
Australothis caesia är en fjärilsart som beskrevs av W. Warren 1913. Australothis caesia ingår i släktet Australothis och familjen nattflyn. Inga underarter finns listade i Catalogue of Life.